# Luxemburg (Wisconsin)
Luxemburg ist eine Gemeinde (mit dem Status „Village“) im  Kewaunee County im US-amerikanischen Bundesstaat Wisconsin. Im Jahr 2010 hatte Luxemburg 2515 Einwohner.
Luxemburg ist Bestandteil der Metropolregion um die Stadt Green Bay.

## Geografie
Luxemburg liegt im Osten Wisconsins auf der Door-Halbinsel, die die Green Bay vom eigentlichen Michigansee trennt. Die geografischen Koordinaten von Luxemburg sind 44°32′19″ nördlicher Breite und 87°42′14″ westlicher Länge. Das Gemeindegebiet erstreckt sich über eine Fläche von 5,88 km² und ist vollständig von der Town of Luxemburg umgeben, gehört dieser aber nicht an. 
Nachbarorte von Luxemburg sind Casco (8,1 km östlich), Kewaunee (20,9 km südöstlich), Pilsen (12,2 km südlich), Bellevue (29 km westsüdwestlich), New Franken (11,7 km westlich) und Dyckesville (14,5 km nordnordwestlich).
Die nächstgelegenen größeren Städte sind Wisconsins größte Stadt Milwaukee (187 km südlich), Chicago in Illinois (333 km in der gleichen Richtung), Wisconsins Hauptstadt Madison (252 km südwestlich) und Green Bay (28 km westlich).

## Verkehr
Der Wisconsin State Highway 54 verläuft in West-Ost-Richtung als Hauptstraße durch Luxemburg. Alle weiteren Straßen sind untergeordnete Landstraßen, teils unbefestigte Fahrwege sowie innerörtliche Verbindungsstraßen.
Durch Luxemburg verläuft auf einer ehemaligen Eisenbahnstrecke der früheren Ahnapee and Western Railway mit dem Ahnapee State Trail ein Rail Trail für Wanderer und Radfahrer. Im Winter kann der Wanderweg auch mit Schneemobilen und Skiern befahren werden.
Am Westrand von Luxemburg befindet sich für den Frachtverkehr der Endpunkt einer Eisenbahnstrecke der Canadian National Railway (CN).
Die nächsten Flughäfen sind der Austin Straubel International Airport in Green Bay (44,6 km westlich) und der Milwaukee Mitchell International Airport in Milwaukee (197 km südlich).

## Bevölkerung
Nach der Volkszählung im Jahr 2010 lebten in Luxemburg 2515 Menschen in 973 Haushalten. Die Bevölkerungsdichte betrug 427,7 Einwohner pro Quadratkilometer. In den 973 Haushalten lebten statistisch je 2,57 Personen. 
Ethnisch betrachtet setzte sich die Bevölkerung zusammen aus 97,2 Prozent Weißen, 0,2 Prozent Afroamerikanern, 0,7 Prozent amerikanischen Ureinwohnern, 0,1 Prozent (zwei Personen) Asiaten sowie 0,9 Prozent aus anderen ethnischen Gruppen; 0,9 Prozent stammten von zwei oder mehr Ethnien ab. Unabhängig von der ethnischen Zugehörigkeit waren 2,5 Prozent der Bevölkerung spanischer oder lateinamerikanischer Abstammung. 
29,9 Prozent der Bevölkerung waren unter 18 Jahre alt, 57,0 Prozent waren zwischen 18 und 64 und 13,1 Prozent waren 65 Jahre oder älter. 51,0 Prozent der Bevölkerung war weiblich.
Das mittlere jährliche Einkommen eines Haushalts lag bei 56.250 USD. Das Pro-Kopf-Einkommen betrug 23.130 USD. 7,3 Prozent der Einwohner lebten unterhalb der Armutsgrenze.